# Magrudergrind
A Magrudergrind amerikai grindcore, powerviolence együttes. 2002-ben alakultak Washingtonban. Korai albumaik kicsi, ismeretlen lemezkiadók gondozásában, vagy saját kiadásban jelentek meg, de a 2009-es és 2016-os lemezeiket már a Relapse Records, illetve a Willowtip Records adta ki. Fennállásuk alatt turnéztak már a Rotten Sounddal, az Exhumeddal, az Unholy Grave-vel vagy a Misery Indexszel is. Felléptek a Veep című televíziós sorozat egyik epizódjában is, ahol extrém metal együttesnek nevezték őket. Több split lemezt is megjelentettek.

## Tagok
- Avi Kulawy - ének (2002-)
- R.J. Ober - gitár (2007-)
- Casey Moore - dob (2013-)

## Korábbi tagok
- Marc Levin - gitár (2002-2009)
- Chris Moore - dob (2002-2003)
- Mourice Alvarado - gitár, ének (2005-2007)

## Diszkográfia
- Religious Baffle (2003)
- Don't Support Humanitary Aid Led by the Church (2003)
- Sixty Two Trax of Thrash 2002-2005 (2005)
- Rehashed (2007)
- Magrudergrind (2009)
- II (2016)

## Egyéb kiadványok
- Owned! (kislemez, 2004)
- Crusher (kislemez, 2010)

Split lemezek
- Magrudergrind / Vomit Spawn (2004)
- Magrudergrind / Akkolyte (2004)
- Magrudergrind / A Warm Gun (2005)
- Magrudergrind / Godstomper (2005)
- Magrudergrind / Sanitys Dawn (2005)
- Magrudergrind / Sylvester Staline (2005)
- Magrudergrind / Shitstorm (2006)